# Романцов, Евгений Дмитриевич
Евгений Дмитриевич Романцов (24 июля 1911 — 14 ноября 1963) — советский военный деятель, контр-адмирал, участник Великой Отечественной войны.

## Биография
Евгений Дмитриевич Романцов родился 24 июля 1911 года в Киеве. В 1930 году был призван на службу в Военно-морской флот СССР. В 1934 году окончил надводный сектор Высшего военно-морского училища имени М. В. Фрунзе, в 1937 году — артиллерийский отдел Специальных классов командного состава Военно-морских сил. Служил на различных кораблях Волжской военной флотилии. С ноября 1937 года служил на Научно-исследовательском морском артиллерийском полигоне в Ленинграде, возглавлял его различные отделы. Здесь его застало начало Великой Отечественной войны.
В августе 1941 года Романцов был назначен командиром отдельного артиллерийского дивизиона Балтийского флота при Научно-исследовательском морском артиллерийском полигоне. Эта часть была укомплектована вольнонаёмным составом, не имевшим существенного опыта боевой работы, но ему удалось быстро привести её в боеспособное состояние и приступить к выполнению боевых задач. В боях на подступах к Ленинграду дивизион Романцова нанёс врагу значительные потери, в основном ведя огонь по объектам, находившимся в глубине расположения противника.
Весной 1942 года Романцов был переброшен на Северный флот, где служил офицером-оператором, начальником оперативного отдела, заместителем начальника штаба Северного флота. В 1944 году окончил командный факультет Военно-морской академии имени К. Е. Ворошилова. В декабре 1951 года стал первым заместителем начальника штаба этого флота. При его участии планировались и проводились морские высокоширотные арктические экспедиции. С февраля 1953 года — на службе в центральном аппарате ВМФ СССР, был заместителем начальника Оперативного управления Морского главного штаба, заместителем начальника оперотдела, начальником 1-го отдела Оперативного управления Главного штаба Военно-морского флота. Руководил работами по составлению планов советского военного судостроения, разработке новых оперативных документов и норм, определивших систему боеготовностей ВМФ СССР. Скончался 14 ноября 1963 года, похоронен на Кузьминском кладбище Москвы.

## Награды
- Орден Ленина (3 ноября 1953 года);
- 2 ордена Красного Знамени (1 января 1942 года, 15 ноября 1950 года);
- Орден Отечественной войны 2-й степени (22 февраля 1945 года);
- 2 ордена Красной Звезды (10 ноября 1945 года, 26 января 1946 года);
- Медали «За боевые заслуги» (3 ноября 1944 года), «За оборону Ленинграда», «За оборону Советского Заполярья» и другие медали.